# Charlton Vicento
 (mars 2015).
Si vous disposez d'ouvrages ou d'articles de référence ou si vous connaissez des sites web de qualité traitant du thème abordé ici, merci de compléter l'article en donnant les références utiles à sa vérifiabilité et en les liant à la section « Notes et références ».
Charlton Juan Vicento, né le 19 janvier 1991 à Zoetermeer aux Pays-Bas, est un footballeur néerlandais, représentant Curaçao. Il évolue comme attaquant au Kozakken Boys.

## Biographie

### ADO Den Haag
2009-2010, débuts professionnels
Après une première licence au VV Haaglandia, le club de la ville de Ryswick, Charlton Vicento rejoint l'ADO Den Haag, le club de sa région (il est né dans une ville voisine, Zoetermeer). Il fait tout d'abord ses classes dans les équipes de jeunes où il empile les buts, toujours dans une position d'avant-centre. Ces performances assez précoces attirent vite l'attention de l'entraineur de l'équipe première, Raymond Atteveld, qui le convoque rapidement dans le groupe professionnel au début de la saison 2009-2010.
Il dispute son premier match de championnat à l'âge de 18 ans, le 15 août 2009 contre le FC Twente lors de la troisième journée d'Eredivisie. Il disputa l'intégralité de ce match et son équipe perdit la rencontre 1-0 contre les futurs vainqueurs du championnat.
Lors de la saison 2009-2010, il fait 14 apparitions, marquant un but contre le Sparta Rotterdam lors de la 11e journée (Le 24 octobre 2009, défaite 3-2). Une blessure  priva Charlton Vicento de tous les matchs retours, et il reprit l'entrainement uniquement lors de la préparation physique de la saison suivante.
2010-2011, seconde année en professionnel
L'année de ses vingt ans, remis de sa blessure, Charlton joua durant toute la saison, mais très rarement en tant que titulaire. Il prit certes part à 20 matchs de championnat, mais en en disputant uniquement deux intégralement et inscrit 3 buts.
Auteur d'une très bonne saison, l'ADO Den Haag gagna sa place en barrage européens. Après s'être défait du Roda JC (notamment grâce à un but de Charlton Vicento), ils éliminèrent le FC Groningen en finale avec un scénario rocambolesque : Victoire 5-1 au Kyocera Stadion, puis défaite 5-1 à l'Euroborg et finalement une victoire aux tirs au but qui leur offrirent le ticket pour le second tour de la Ligue Europa.
2011-2012, Découverte de la Coupe d'Europe
La saison 2011-2012 fut celle de la confirmation pour Charlton Vicento. Dans un secteur offensif diminué par de nombreux départs (Comme celui de Dmitri Bulykin, meilleur buteur la saison précédente) non compensés, il participa à plus de 20 matchs, inscrivant 7 buts (Dont un doublé contre le Roda JC) et participant activement à la conservation du ballon dans un rôle qui lui était moins familier. De ce fait, il contribua grandement au maintien du club parmi l'élite.
Enfin, Charlton disputa quatre matchs de Ligue Europa contre l'Omonia Nicosie et le Tauras Tauragé, ne parvenant pas à inscrire un but.
2012-2013, dernière saison à La Haye
L'année suivante, Charlton fut cantonné à un rôle de joker de luxe. Il disputa certes 29 matchs d'Eredivisie sur les 34, mais il en débuta seulement deux. Malgré cette instabilité, il marqua trois buts, dont un contre le PSV Eindhoven lors d'une sévère défaite 6-1 au Kyocera Stadion. Le club de La Haye termina la saison à la 9e place, juste aux portes des barrages pour l'accession à la Ligue Europa, et le contrat de Charlton Vicento ne fut pas reconduit.

### PAS Giannina
2013-2014, première expérience à l'étranger
En fin de contrat à La Haye, Charlton s’engagea à l'été 2013 au PAS Giannina club de première division grecque. Pour sa première expérience à l'étranger, les débuts furent difficiles. Tout d'abord blessé en début de saison, il rata une partie de la préparation physique d'avant-saison. À son retour, Charlton disputa trois matchs, tous en tant que remplaçant, sans parvenir à trouver le chemin des filets. En novembre, une seconde blessure l'éloigna des terrains plusieurs semaines.
Le 8 décembre, lors de son retour à la compétition, le PAS Giannina se déplaça à Komotini pour y affronter le Panthrakikos Football Club. Charlton débuta le match tant que titulaire, au poste de milieu offensif gauche. Mené 1-0, puis réduit à 10 dès la 30e minute de jeu, Charlton fut remplacé avant la mi-temps.
Le 26 janvier 2014, Charlton Vicento met un terme au contrat qui le liait au PAS Giannina. Après un peu moins de six mois passés en Grèce, Charlton tire un bilan plutôt mauvais pour sa première expérience loin de son pays. Il aura pris part à cinq matchs en Grèce (Championnat + coupe) sans réussir à trouver le chemin des filets. Outre l'adaptation à un nouveau pays et championnat, les difficultés financières du PAS Giannina ont eu comme conséquences des non-versements de salaires durant plusieurs mois.

### Willem II Tilburg
2014, retour aux Pays-Bas
Le 28 janvier 2014, quelques jours après avoir résilié son contrat dans le club grec du PAS Giannina, Charlton s'engagea dans le club du Willem II Tilburg en deuxième division (Eerste divisie). Il signa un contrat d'un an et demi, soit jusqu'au 30 juin 2015. À la mi-saison, ce club du Brabant-Septentrional pointe à la 3e place. Charlton aidera donc ses nouveaux partenaires à rejoindre l'Eredivisie, qu'ils ont quitté en mai 2013. Le dimanche 2 Février 2014, soit moins d'une semaine après avoir rejoint le club de Tilbourg, Charlton rentra à la 72e minute d'un derby, sur le terrain des adversaires de la ville voisine de Bois-le-Duc : le FC Den Bosch. Dix minutes plus tard, il servit Stijn Wuytens qui inscrira le seul but de la victoire de Willem II Tilburg.
Durant les mois de mars et avril, Charlton prit part à tous les matchs et son club réalisa une bonne série de victoires qui lui permet fin avril d'être à la lutte avec le FC Dordrecht pour l’accession en Eredivisie (Aux Pays-Bas, une seule équipe est promue directement, huit autres disputent des barrages d’accession, avec les 16 et 17e d'Eredivisie).
Le lundi 21 avril, au terme d'une large victoire contre Telstar, combiné à un match nul du FC Dordrecht contre le FC Den Bosch, Charlton Vicento et Willem II remportent le titre d'Eerste Divisie et la montée en Eredivisie.
Au terme d'une demi saison gênée par les blessures et les ennuis physiques, Charlton Vicento prit finalement part à douze matchs, délivrant une passe décisive.
2014-2015, L'Eredivisie avec Willem
Afin de préparer cette nouvelle saison, les joueurs de Tilbourg partirent en stage en France et en Suisse où ils affrontèrent des équipes telles que l'AS Saint-Étienne ou l'Olympique de Marseille qui se soldèrent par deux défaites. Charlton disputa les 2 matchs au sein d'un effectif très profondément remanié.
Le 10 août 2014, pour le match d'ouverture et leur grand retour dans l'élite du football néerlandais, Willem et Charlton s’inclinèrent face au PSV Eindhoven 3-1 au Koning Stadion.
Vicento marqua son premier but lors de la large victoire 3-0 face à l'AZ Alkmaar lors de la 3e journée, et à la trêve hivernale de mi-saison, l'équipe du Brabant-Septentrional termina la phase aller à une prometteuse 12e place.

### Helmond Sport
2015-2016, Première saison à Helmond Sport
Le 2 juin 2015, Charlton Vicento signe au Helmond Sport, club historique de la seconde division néerlandaise, un contrat de trois ans afin de gagner du temps de jeu. Il rejoint notamment Stanley Elbers et Kevin Visser, anciens joueurs de l'ADO Den Haag. Il dispute son premier match lors de la première journée de championnat le 7 aout 2015 contre le MVV Maastricht au cours d'une victoire 1-0 et inscrit son premier but le 2 octobre 2015 lors de la huitième journée et la réception du RKC Waalwijk. Malheureusement sa saison se finie brusquement lors du match suivant contre le FC Eindhoven ou il se blesse gravement au genou et sort dès la 9e minute.
2016-2017

### Carrière internationale
Vicento possède 11 sélections pour l'Équipe des Pays-Bas des moins de 19 ans de football. Il marque son premier but, le 14 novembre 2009, lors d'une victoire 5-1 face à l'équipe de Chypre lors des qualifications pour le Championnat d'Europe de football des moins de 19 ans 2010.
Il possède également une sélection en équipe espoir (moins de 21 ans), le 25 mai 2012 lors d'un amical entre l'Équipe espoirs des Pays-Bas et l'Ukraine espoir qui se solda par un match nul 0-0.
Ne possédant aucune sélection pour l'équipe nationale des Pays-Bas, Charlton Vicento rejoint l'équipe nationale de Curaçao dont il est originaire. Il dispute son premier match en sélection contre la Martinique le 8 octobre 2014 (match nul 1-1).
Fort de cette nouvelle sélection, Vicento participa à la Coupe caribéenne des nations 2014 avec sa nouvelle équipe du Curaçao. Dans un groupe assez relevé avec Trinité-Tobago, Cuba et la Guyane, le Curaçao termina la compétition dernier de son groupe avec trois défaites en autant de rencontres. Au sein d'un groupe comportant beaucoup de joueurs évoluant aux Pays-Bas comme Gianluca Maria ou encore Guyon Fernandez, Charlton dispute les trois matchs en tant que titulaire sur le flanc gauche de l'attaque.
Le 27 mars 2015, l'équipe nationale du Curaçao prit part aux Éliminatoires de la Coupe du monde 2018. Lors du premier tour, le tirage au sort désigna l'équipe nationale du Montserrat comme adversaire. Après une courte victoire 2-1 à Willemstad, Vicento offrit la qualification à son pays grâce à un but égalisateur dans les cinq dernières minutes du match retour (2-2). Après avoir sorti Cuba au second tour, l'équipe du Curaçao échoua au 3e tour contre l'équipe du Salvador.
Buts internationaux
| # | Date         | Lieu                                         | Adversaire        | Score | Résultat | Compétition                             |
| - | ------------ | -------------------------------------------- | ----------------- | ----- | -------- | --------------------------------------- |
| 1 | 1er mai 2015 | Blakes Estate Stadium (Look Out), Montserrat | Montserrat        | 2-2   | 2-2      | Éliminatoires de la Coupe du monde 2018 |
| 2 | 6 juin 2015  | Ergilio Hato Stadion (Willemstad), Curaçao   | Trinité-et-Tobago | 1-0   | 1-0      | Match amical                            |

## Controverse
En mars 2011, une vidéo sur YouTube montre ce qui semble être Charlton Vicento réalisant un salut nazi lors d'une défaire du rival de l'Ajax Amsterdam sur la pelouse de son club l'ADO Den Haag (3-2). Contrairement à son entraineur John van den Brom et à son coéquipier Lex Immers, Charlton Vicento ne reçu aucune sanction pour ce geste, puisqu'il fut définit grâce à une enquête que, contrairement aux deux autres protagonistes, Charlton ne connaissait pas, ou n'avait pas pour but, de réaliser un quelconque geste en rapport avec le Troisième Reich ou avec l’idéologie nazie.

## Style de jeu
Pouvant jouer avant-centre pur ou milieu offensif gauche, Charlton Vicento est un joueur qui a pour principale qualité la vitesse. Il est doté d'une bonne accélération et d'une très bonne pointe de vitesse. De plus, il pèse assez sur les défenses, souvent dans un rôle de remiseur (Pour Dmitri Bulykin, puis Mike van Duinen qui en ont profité lors de leur passages à l'ADO Den Haag pour effectuer des saisons excellentes en termes de buts).
Avant-centre dans toutes les catégories de jeunes, puis lors de ses débuts professionnels, il a parfois peiner à avoir le sens du but, ce qui explique son repositionnement en tant que milieu gauche depuis la saison 2011-2012, ou ses qualités de vitesse, d'accélération et de percussion sont plus mises en valeur. Étant gaucher, il joua principalement sur le côté gauche de l'attaque lorsqu'il fut repositionné ailier, mais il lui arrive cependant de dépanner sur le côté droit, du fait d'indisponibilités ou de blessures d'autres joueurs.

## Statistiques
| Saison    | Club              | Pays           | Championnat        | Coupes nationales | Coupes d’Europe |
| --------- | ----------------- | -------------- | ------------------ | ----------------- | --------------- |
| 2009-2010 | ADO Den Haag      | Eredivisie     | 14 matchs / 1 but  | 1 match           | -               |
| 2010-2011 | ADO Den Haag      | Eredivisie     | 20 matchs / 4 buts | 1 match           | -               |
| 2011-2012 | ADO Den Haag      | Eredivisie     | 25 matchs / 7 buts | 1 match           | 4 matchs        |
| 2012-2013 | ADO Den Haag      | Eredivisie     | 29 matchs / 3 buts | 2 matchs / 1 but  | -               |
| 2013-2014 | PAS Giannina      | Superleague    | 5 matchs           | 2 matchs          | -               |
| 2013-2014 | Willem II Tilburg | Eerste divisie | 12 matchs          | 0 match           | -               |
| 2014-2015 | Willem II Tilburg | Eredivisie     | 11 matchs / 1 but  | 0 match           | -               |
| 2015-2016 | Helmond Sport     | Eerste divisie | 9 matchs / 1 but   | 1 match           | -               |
| 2016-2017 | Helmond Sport     | Eerste divisie | 0 match / 0 but    | 0 match           | -               |
| 2017-2018 | Helmond Sport     | Eerste divisie | 21 match / 2 buts  | 0 match           | -               |
| 2018-2019 | Kozakken Boys     | Topklasse      | 3 match / 1 but    | 1 match / 1 but   |                 |

Dernière mise à jour le 27 Septembre 2018

## Palmarès
- Playoffs européen de l'Eredivisie
  - Vainqueur en 2011
- Eerste Divisie
  - Vainqueur en 2014